# Candedo (Vinhais)
Candedo é uma freguesia portuguesa do município de Vinhais, com 22,23 km² de área e 289 habitantes (censo de 2021). A sua densidade populacional é 13 hab./km².
Dista 18 km da sede do concelho.
Compõem esta freguesia as localidades de: Aboá, Candedo e Espinhoso.

## Demografia
A população registada nos censos foi:
| Distribuição da População por Grupos Etários | Distribuição da População por Grupos Etários | Distribuição da População por Grupos Etários | Distribuição da População por Grupos Etários | Distribuição da População por Grupos Etários |
| -------------------------------------------- | -------------------------------------------- | -------------------------------------------- | -------------------------------------------- | -------------------------------------------- |
| Ano                                          | 0-14 Anos                                    | 15-24 Anos                                   | 25-64 Anos                                   | > 65 Anos                                    |
| 2001                                         | 35                                           | 51                                           | 203                                          | 112                                          |
| 2011                                         | 20                                           | 15                                           | 171                                          | 125                                          |
| 2021                                         | 9                                            | 16                                           | 99                                           | 165                                          |

## História
Nesta freguesia teve lugar a 20 de dezembro de 1946 uma escaramuça entre opositores espanhóis do ditador Francisco Franco e forças da PIDE (polícia política portuguesa), que culminou em várias mortes e presos de várias idades, incluindo crianças de 8 e nove anos. Uns foram encarcerados no Limoeiro e outros até no campo de concentração do Tarrafal.

## Eleições autárquicas
Para a Assembleia de Freguesia os resultados em 2017 segundo o STAPE foram:
- PS=165
- PCP/PEV =40
- Brancos=16
- Nulos=12

## Património cultural

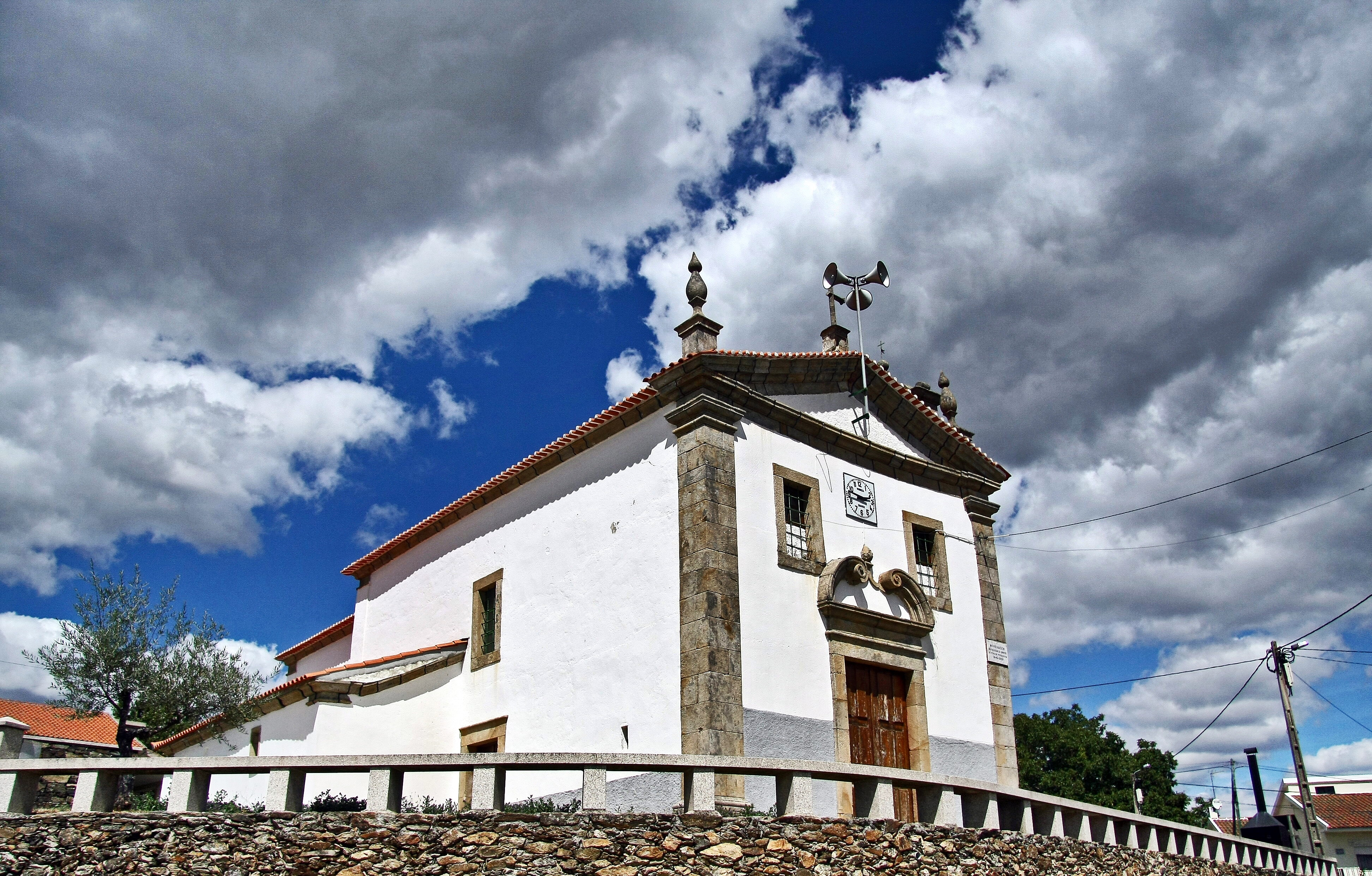
Igreja de São Nicolau de Candedo

Na freguesia existem várias igrejas como a Igreja de Candedo, a capela de Nossa Senhora das Dores, a Igreja de Espinhoso e várias outras capelas, a Ponte de Guedim, o forno comunitário de Candedo, os tanques de lavar de Espinhoso e Aboá e moinhos de água. 

## Gastronomia
As principais especialidades gastronómicas são: o cordeiro e leitão assados no forno, fumeiro variado, cozido à portuguesa, feijoada à transmontana, pudim de ovos, aletria, arroz-doce e leite-creme.

## Festas e romarias
- Romaria em honra de Nossa Senhora das Dores (3º fim-de-semana de Setembro), Candedo. Umas das 3 maiores romarias do concelho de Vinhais.
- Festa de São Martinho (11 de Novembro), Aboá
- Corpo de Deus, Espinhoso.
- Festa em honra de Santa Bárbara (2° sábado de Setembro)